# Lista autorilor de romane anticeaușiste

## Lista de autori de literatura anticeaușistă
- Liviu Cangeopol
- Ioan Petru Culianu
- Mircea Dinescu
- Paul Goma
- Norman Manea
- Ileana Mălăncioiu
- Bujor Nedelcovici
- Marin Preda
- Dan Petrescu
- Ion Desideriu Sârbu
- Gheorghe Ursu
- Mircea Zaciu
- Dumitru Munteanu